# Latude ou Trente-cinq ans de captivité
Latude ou Trente-cinq ans de captivité è un cortometraggio muto del 1911 diretto da Gérard Bourgeois e Georges Fagot.
Basato sulle memorie di Henri Masers de Latude (1725–1805), un prigioniero francese del XVIII° secolo, famoso per le sue numerose fughe.

## Trama
Latude è innamorato di Madame de Pompadour, quindi organizza un falso complotto contro di lei. La cosa gli si torce contro e così viene messo alla Bastiglia, restandoci per trentacinque anni. Latude ha tentato la fuga per tre volte, tutte fallite. Un giorno arriva Madame Legros che si interessa delle sue sofferenze, sostenendolo fino alla sua liberazione definitiva.